# ریگان (رود)
ریگان نام رودخانه‌ای در استان کهگیلویه و بویراحمد در ایران است. این رود از قله دنا سرچشمه می‌گیرد.